# Magaramkient
Magaramkient (ros. Магарамкент) – wieś w Rosji, w Dagestanie, ośrodek administracyjny rejonu magaramkienckiego. W 2010 liczyła 6953 mieszkańców, głównie Lezginów.

## Urodzeni
- Arsen Ałachwerdijew – radziecki zapaśnik.